# Harold Oliver
Temple de la renommée : 1967
Harold Oliver, surnommé Harry Oliver (né le 26 octobre 1898 à Selkirk, province du Manitoba au Canada - mort le 16 juin 1985), est un joueur professionnel canadien de hockey sur glace qui évoluait au poste d'ailier.

## Carrière de joueur
Il a commencé sa carrière professionnelle en 1921 avec les Tigers de Calgary dans la Western Canada Hockey League. En 1925, il a débuté dans la Ligue nationale de hockey avec les Bruins de Boston. Les Bruins remportent la Coupe Stanley en 1929. En 1934-1935, il rejoint les Americans de New York. Il met un terme à sa carrière en 1937.

## Trophées et honneurs personnels
- Western Canada Hockey League
  - 1924, 1925 : élu dans la première équipe d'étoiles.
- Temple de la renommée du hockey
  - 1967 : introduit dans le temple de la renommée du hockey.
- Manitoba
  - Membre du temple de la renommée[2].

## Statistiques
| Saison     | Équipe                | Ligue      |     | Saison régulière | Saison régulière | Saison régulière | Saison régulière | Saison régulière |    | Séries éliminatoires | Séries éliminatoires | Séries éliminatoires | Séries éliminatoires | Séries éliminatoires |
| Saison     | Équipe                | Ligue      | PJ  | B                | A                | Pts              | Pun              | PJ               | B  | A                    | Pts                  | Pun                  |                      |                      |
| 1921-1922  | Tigers de Calgary     | WCHL       | 20  | 10               | 4                | 14               | 7                |                  |    |                      |                      |                      |                      |                      |
| 1922-1923  | Tigers de Calgary     | WCHL       | 29  | 25               | 8                | 33               | 10               |                  |    |                      |                      |                      |                      |                      |
| 1923-1924  | Tigers de Calgary     | WCHL       | 27  | 22               | 12               | 34               | 14               |                  |    |                      |                      |                      |                      |                      |
| 1924-1925  | Tigers de Calgary     | WCHL       | 24  | 20               | 13               | 33               | 23               |                  |    |                      |                      |                      |                      |                      |
| 1925-1926  | Tigers de Calgary     | WHL        | 30  | 13               | 12               | 25               | 14               |                  |    |                      |                      |                      |                      |                      |
| 1926-1927  | Bruins de Boston      | LNH        | 44  | 18               | 6                | 24               | 17               | 8                | 4  | 1                    | 5                    | 2                    |                      |                      |
| 1927-1928  | Bruins de Boston      | LNH        | 44  | 13               | 5                | 18               | 20               | 2                | 2  | 0                    | 2                    | 4                    |                      |                      |
| 1928-1929  | Bruins de Boston      | LNH        | 43  | 17               | 6                | 23               | 24               | 5                | 1  | 1                    | 2                    | 8                    |                      |                      |
| 1929-1930  | Bruins de Boston      | LNH        | 42  | 16               | 5                | 21               | 12               | 6                | 2  | 1                    | 3                    | 6                    |                      |                      |
| 1930-1931  | Bruins de Boston      | LNH        | 43  | 16               | 14               | 30               | 18               | 5                | 0  | 0                    | 0                    | 2                    |                      |                      |
| 1931-1932  | Bruins de Boston      | LNH        | 44  | 13               | 7                | 20               | 22               | --               | -- | --                   | --                   | --                   |                      |                      |
| 1932-1933  | Bruins de Boston      | LNH        | 47  | 11               | 7                | 18               | 10               | 5                | 0  | 0                    | 0                    | 0                    |                      |                      |
| 1933-1934  | Bruins de Boston      | LNH        | 48  | 5                | 9                | 14               | 6                | --               | -- | --                   | --                   | --                   |                      |                      |
| 1934-1935  | Americans de New York | LNH        | 48  | 7                | 9                | 16               | 4                | --               | -- | --                   | --                   | --                   |                      |                      |
| 1935-1936  | Americans de New York | LNH        | 48  | 9                | 16               | 25               | 12               | 5                | 1  | 2                    | 3                    | 0                    |                      |                      |
| 1936-1937  | Americans de New York | LNH        | 22  | 2                | 1                | 3                | 2                | --               | -- | --                   | --                   | --                   |                      |                      |
| Totaux LNH | Totaux LNH            | Totaux LNH | 473 | 127              | 85               | 212              | 147              | 36               | 10 | 5                    | 15                   | 22                   |                      |                      |